# Svätý Anton
Svätý Anton (em alemão:Sankt Anton in der Au; em húngaro: Szentantal) é um município da Eslováquia, situado no distrito de Banská Štiavnica, na região de Banská Bystrica. Tem 22,63 km² de área e sua população em 2018 foi estimada em 1.184 habitantes.

## Demografia
| Ano:        | 1994 | 2004   | 2014   | 2024   |
| ----------- | ---- | ------ | ------ | ------ |
| Broj ljudi: | 1126 | 1187   | 1218   | 1284   |
| Razlika:    |      | +5,41% | +2,61% | +5,41% |

| Ano:               | 2023 | 2024 |
| ------------------ | ---- | ---- |
| Número de pessoas: | 1284 | 1284 |
| Diferença:         |      | +0%  |